# Chiesa di Santa Maria dei Servi (Parma)
La chiesa di Santa Maria dei Servi, detta anche dell'Ascensione, è un luogo di culto cattolico sconsacrato dalle forme rinascimentali e barocche, situato in piazzale dei Servi a Parma, nell'omonima provincia; unitamente all'adiacente convento, ospita la casa di cura Don Gnocchi.

## Storia
I Servi di Maria giunsero a Parma l'8 novembre 1305 e si insediarono presso l'antico oratorio di Santa Maria, già appartenuta ai frati del sacco, soppressi dal concilio di Lione del 1274.
La chiesa fu rifabbricata a partire dal 1526 su disegno di Bernardino Zaccagni e fu intitolata all'Ascensione. Il tempio subì qualche trasformazione all'inizio del XVIII secolo e fu ristrutturato da Edelberto dalla Nave attorno al 1740.
Dopo la soppressione dei serviti nel 1769 la chiesa passò ai domenicani che la tennero fino al 1810, anno in cui vennero soppressi dal governo napoleonico.
La chiesa e l'annesso convento vennero adibiti a ospedale militare e poi passò a ospitare l'istituto dei "mutilatini" di don Carlo Gnocchi.

## Descrizione
L'edificio era a croce latina, a navata unica, con sei cappelle laterali per parte.
L'interno si presenta oggi molto diverso rispetto a quand'era una chiesa officiata, ma dell'antica decorazione pittorica, oltre ad alcuni frammenti, sono rimasti gli affreschi eseguiti da Pier Antonio Bernabei nella cupola (l'Ascensione), nel catino absidale (la Natività o l'Adorazione dei Magi) e nell'arcone del presbiterio (nei riquadri la Fuga in Egitto, la Resurrezione e le Nozze di Cana); in quello che era il refettorio del convento si conserva un'Ultima cena attribuita a Giovanni Battista Tinti.
Dalla chiesa provengono la Madonna dal collo lungo del Parmigianino, oggi agli Uffizi, e lo Sposalizio della Vergine di Giulio Cesare Procaccini, in Galleria nazionale.